# Rams Clough
Der Rams Clough ist ein Wasserlauf in Lancashire, England. Er entsteht nördlich des Worsthorne Moor und fließt in südlicher Richtung. Bei seinem Zusammentreffen mit dem Black Clough bildet er den Cant Clough Beck.